# Coumba Sow
Coumba Louisa Sow (geboren am 27. August 1994 in Zürich) ist eine Schweizer Fussballspielerin.

## Werdegang
Coumba Sow ist in Zürich geboren, wo sie im Quartier Oerlikon auch aufwuchs. Ihr Vater stammt aus dem Senegal, ihre Mutter aus den Niederlanden.
Im Alter von 12 Jahren begann sie beim SV Höngg Fussball zu spielen. Nach zwei Jahren wechselte sie in die Nachwuchsabteilung des FC Zürich. Neben dem Fussballspiel machte sie die Matur an einem ordentlichen Gymnasium. Danach ging sie in die USA und spielte zwei Jahre für das Monroe Community College. 2016 wechselte sie für zwei Jahre zu den Oklahoma State Cowgirls. Nach den ersten zwei Spielen mit Oklahoma erlitt sie im Training einen Kreuzbandriss und musste das komplette Jahr 2016 aussetzen. 2017 konnte sie wieder für Oklahoma State spielen.
2018 kehrte Sow zum FC Zürich zurück. Während ihrer Zeit beim FCZ arbeitete sie zu 75 % in einem Kinderhort. 2019 erfolgte der Wechsel zum Paris FC. Ende Januar 2023 wechselte sie zurück in die Schweiz, zu Servette FC Chênois Féminin, um im Hinblick auf die Weltmeisterschaft zu mehr Spielpraxis zu kommen. Ende der Saison verliess sie den Verein wieder.
Seit der Saison 2023/24 spielt sie für den FC Basel, wo sie für drei Jahre unterschrieb.
Der Fussballprofi Djibril Sow ist ihr Cousin.

## Nationalteam
Ihr Debüt im Nationalteam gab Sow am 13. November 2018 im WM-Qualifikationsspiel gegen die Niederlande. Sie nahm an der Fußball-Europameisterschaft der Frauen 2022 teil und stand in allen drei Gruppenspielen in der Startformation der Schweizerinnen. Die Schweiz schied nach der Vorrunde aus. Sie nahm auch an der Weltmeisterschaft 2023 teil und stand in allen vier Spielen in der Startformation. Die Schweiz schied im Achtelfinale aus. Auch bei der Europameisterschaft 2025 stand sie im Kader der Schweizerinnen, kam jedoch zu keinem Einsatz. Die Schweiz erreichte den Viertelfinal.

## Comic
Am 7. März 2025 erschien ihr Comic Coumba Sow, ein Weg aus Liebe zum Fussball, in dem sie ihre Geschichte als afrostämmige Frau in der Fussballwelt erzählt. Es geht dabei auch um persönliche Themen wie den Tod ihrer Schwester, Identität und Alltagsrassismus. Sie möchte dadurch junge Mädchen ermutigen, Barrieren zu durchbrechen und sportliche Karrieren anzustreben. Das Skript stammt von Licia Chery, die Zeichnungen von Chevelin Pierre.

## Erfolge
- Schweizer Meisterin 2013, 2014, 2019 (FC Zürich)
- Schweizer Cupsiegerin 2013, 2019 (FC Zürich), 2023 (Servette FC)